# Saison 2018 des Blue Jays de Toronto
La saison 2018 des Blue Jays de Toronto est la 42e saison en Ligue majeure de baseball pour cette franchise. 

## Saison régulière
La saison régulière de 162 matchs des Blue Jays débute le 29 mars par une visite à Toronto des Yankees de New York et se termine le 30 septembre suivant. 

### Classement
| Ligue américaine division Est | V   | D   | %    | Diff. | Diff. (élim.) |
| ----------------------------- | --- | --- | ---- | ----- | ------------- |
| Red Sox de Boston             | 108 | 54  | ,667 | -     | -             |
| Yankees de New York           | 100 | 62  | ,617 | 8     | -             |
| Rays de Tampa Bay             | 90  | 72  | ,556 | 18    | -             |
| Blue Jays de Toronto          | 73  | 89  | ,451 | 35    | -             |
| Orioles de Baltimore          | 47  | 115 | ,290 | 61    | -             |